# San Mateo Yucucuí
San Mateo Yucucuí är en ort i Mexiko.   Den ligger i kommunen Santiago Tillo och delstaten Oaxaca, i den sydöstra delen av landet, 290 km sydost om huvudstaden Mexico City. San Mateo Yucucuí ligger 2 142 meter över havet och antalet invånare är 142.
Terrängen runt San Mateo Yucucuí är kuperad åt nordväst, men åt sydost är den platt. Runt San Mateo Yucucuí är det glesbefolkat, med 20 invånare per kvadratkilometer. Närmaste större samhälle är Asunción Nochixtlán, 8,2 km öster om San Mateo Yucucuí. Trakten runt San Mateo Yucucuí består till största delen av jordbruksmark.